# Arica (cràter marcià)
Arica és un cràter d'impacte del planeta Mart situat amb el sistema de coordenades planetocèntriques a -23.67 ° latitud N i 110.39 ° longitud E. L'impacte va causar una obertura de 15.77 quilòmetres de diàmetre en la superfície del quadrangle MC-22 del planeta. El nom va ser aprovat l'any 1991 per la Unió Astronòmica Internacional en honor del localitat de Puerto Arica (Colòmbia).